# Franz Kostner
Franz Kostner (Corvara in Badia, 1877 – Corvara in Badia, 1968) è stato un militare, alpinista e imprenditore italiano, appartenente alla minoranza linguistica ladina, sino al 1918 visse in territorio controllato dall'Impero austro-ungarico e prestò servizio nell'esercito imperiale.
Era zio dello sciatore alpino Cesco.

## Biografia
Nacque in un vecchio maso sui pendii del Col Alto a Corvara, rimase orfano con quattro fratelli a otto anni. A sedici anni lavorò come pastore presso un contadino a San Lorenzo di Sebato dove imparò il tedesco avendo fino a quel momento sempre parlato solo il ladino. I figli dei contadini poveri delle valli ladine venivano spesso inviati nei masi delle vicine vallate di lingua tedesca (Val Pusteria e Val d'Isarco) per imparare la seconda lingua.
Nel 1897 divenne guida alpina. Fu arruolato nei Kaiserjäger nel 1898 a Riva del Garda e frequentò anche nello stesso periodo una scuola di giornalismo a Trento; due anni dopo divenne sergente. Invitato dall'esploratore del Polo Nord Julius von Payer, prese parte a due spedizioni tedesche: nel 1902 sul Caucaso, nel 1907 nel Turkestan; nello stesso anno divenne gestore dell'osteria Posta di Corvara. Nel 1913 avviò la costruzione del Rifugio Franz Kostner nel Gruppo del Sella, a 2.550 m s.l.m., che sarebbe stata completata soltanto nel 1988 dal figlio Erich.
Maggiore durante la prima guerra mondiale, comandò il battaglione Standschützen di "Enneberg" ed ebbe la responsabilità del fronte del Col di Lana. Dopo la guerra nella natia Val Badia, divenuta italiana in seguito alla sconfitta austro-ungarica nel conflitto, continuò a lavorare come guida alpina. Sviluppò l'attività alpinistica nella vallata, aprendo numerose prime vie intorno a Corvara, e fondò una compagnia di trasporto che giunse ad avere fino a venti corriere, sei automobili e trenta dipendenti. Fu incorporata nella SAD che gli tolse le licenze per incomprensioni con il regime fascista. Costruì anche due centrali elettriche.